# Ippolito velato
L'Ippolito velato (Ἱππόλυτος καλυπτόμενος, Hippólytos Kalyptómenos) è una tragedia oggi perduta (ad eccezione di uno scarno numero di frammenti) che venne messa in scena in data ignota, alcuni anni prima dell'Ippolito coronato, di cui costituisce, in effetti, la prima stesura.

## Trama
L'opera, ambientata in Atene, non ebbe successo per la scabrosità del tema trattato. In questa versione, infatti, si giustifica la lontananza del re con un viaggio in Tessaglia, mentre Fedra stessa, e non la Nutrice, si espone a rivelare al figliastro i propri sentimenti, forse suggerendogli addirittura di sostituire il padre alla guida del regno.
Al ritorno di Teseo, Fedra si straccia le vesti e dichiara che è stato Ippolito a tentare di violentarla, sicché Teseo esilia il figlio e lo maledice. Alla notizia della morte di Ippolito, travolto dai suoi cavalli, Fedra si impicca e la nutrice rivela a Teseo la verità, lasciandolo solo con i due cadaveri.

## I motivi dell'insuccesso
Un atteggiamento spudorato di questo tipo, in una donna, doveva apparire scandaloso nella Atene di quei tempi. Aristofane definì polemicamente alcune eroine euripidee, alludendo anche a Fedra in questa sua prima versione, delle vere e proprie pórnai, delle volgari prostitute.
Dato l'insuccesso dell'opera, Euripide alcuni anni dopo ne scrisse una nuova versione, il Coronato,, depurandola dei motivi più "scandalosi" e rendendola, quindi, più apprezzabile agli ateniesi: l'amore di Fedra per Ippolito viene scatenato da un dio, assolvendo, quindi, Fedra da ogni colpa; inoltre non è lei a rivelare ad Ippolito i suoi sentimenti, ma si dimostra oltremodo pudica e virtuosa. In questo modo Euripide poté registrare un grande successo al concorso tragico del 428 a.C., conseguendo una delle sue poche vittorie.